# Niamtougou
Niamtougou este un oraș din Togo, situat în regiunea Kara, la o distanță de 28 km N de Kara, pe șoseaua care leagă nordul de sudul țării și anume: Route Nationale No. 1. Principala sa activitate o reprezintă cea comercială.